# Anouar Brahem
 (mai 2023).
Si vous disposez d'ouvrages ou d'articles de référence ou si vous connaissez des sites web de qualité traitant du thème abordé ici, merci de compléter l'article en donnant les références utiles à sa vérifiabilité et en les liant à la section « Notes et références ».
Anouar Brahem (arabe : أنور ابراهم), né le 20 octobre 1957 à Tunis, est un oudiste et compositeur tunisien.
Il a fortement modifié le rôle traditionnel de l'oud, en le modernisant et en le confrontant aux musiques occidentales, en particulier le jazz. Il est considéré comme un musicien moderne, tout en ayant une profonde connaissance de la musique arabe traditionnelle.
Anouar Brahem a joué avec de nombreux jazzmen parmi lesquels Jan Garbarek, Dave Holland, John Surman et Jack DeJohnette.

## Biographie

### Jeunesse et formation
Anouar Brahem est né dans le quartier tunisois de Halfaouine. Il rejoint à l'âge de dix ans le Conservatoire national de musique de Tunis, où il suit notamment l'enseignement d'Ali Sriti. Cette admission est presque trop tardive selon Brahem, les enfants tunisiens apprenant habituellement la musique plus tôt. Il commence à jouer dans des orchestres à l'âge de quinze ans. Il poursuit à 18 ans son enseignement auprès d'Ali Sriti où il apprend quotidiennement durant quatre ans l'art du maqâm arabe et du taqsim.
Il refuse d'emblée l'habituel emploi en Tunisie des musiciens dans les cérémonies de mariage ou de travailler dans les formations existantes où le oud n'est qu'un instrument d'accompagnement et préfère donner des concerts de musique instrumentale et de oud en solo dans les maisons de la culture tunisiennes. Il compose ses premières œuvres, ancrées dans la tradition tunisienne mais intégrant déjà d'autres influences musicales orientales et méditerranéennes. Il enregistre sa première cassette avec le percussionniste tunisien Lassâad Hosni.

### Années 1980
En 1981, il s'installe pour quatre ans à Paris, période pendant laquelle il collabore avec Maurice Béjart ainsi qu'avec Gabriel Yared en tant que soliste pour la musique du film Hanna K. Il compose également de nombreuses œuvres originales, notamment pour le cinéma et le théâtre tunisien.
Entre 1985 et 1990, de retour en Tunisie, il poursuit son travail de composition et, par de nombreux concerts, acquiert une notoriété publique.
En 1987, il se voit confier la direction de l'Ensemble musical de la ville de Tunis et, en 1988, ouvre le Festival international de Carthage avec Leilatou tayer ; Tunis-Hebdo écrit : « Si nous devions élire le musicien des années 1980, nous choisirions sans hésiter Anouar Brahem ».
En 1988, Anouar Brahem envoie une cassette DAT de démonstration à Manfred Eicher du label Edition of Contemporary Music. Celui-ci la remarque dans la pile de cassettes entassée sur son bureau à cause de la calligraphie sur le timbre de l'enveloppe d'envoi.

### Années 1990
En 1990, il s'envole pour une tournée aux États-Unis et au Canada. C'est à son retour que Manfred Eicher fait venir Brahem à Oslo en septembre de la même année pour l'enregistrement de Barzakh, qui est qualifié à sa sortie en 1991, par la revue allemande Stereo, comme « un événement majeur de l'édition musicale ». Mais sans attendre les retours du premier album, Manfred Eicher lui fait enregistrer son deuxième disque, Conte de l'Incroyable Amour, dès octobre de la même année. Anouar Brahem se montre très reconnaissant de cette marque de confiance. L'album est classé dans le palmarès des meilleurs disques de l'année par le quotidien français Le Monde. La collaboration avec le label permet à Anouar Brahem de toucher un public international.
En 1992, il est appelé à concevoir et à participer activement à la création du Centre des musiques arabes et méditerranéennes installé au palais Ennejma Ezzahra du baron d'Erlanger à Sidi Bou Saïd. Plus tard, en 1993, il rend hommage à son maître Ali Sriti en le conviant sur scène à ses côtés au travers de Awdet Tarab, un concert de musique traditionnelle instrumentale et changée au palais d'Erlanger, accompagnés par la voix de Sonia M'Barek.
Il retourne en 1994 en studio pour enregistrer Madar avec Jan Garbarek (saxophone) et Shaukat Hussain (en) (tabla). C'est Garbarek qui, impressionné par les deux premiers albums de Brahem, avait souhaité travailler avec lui. 

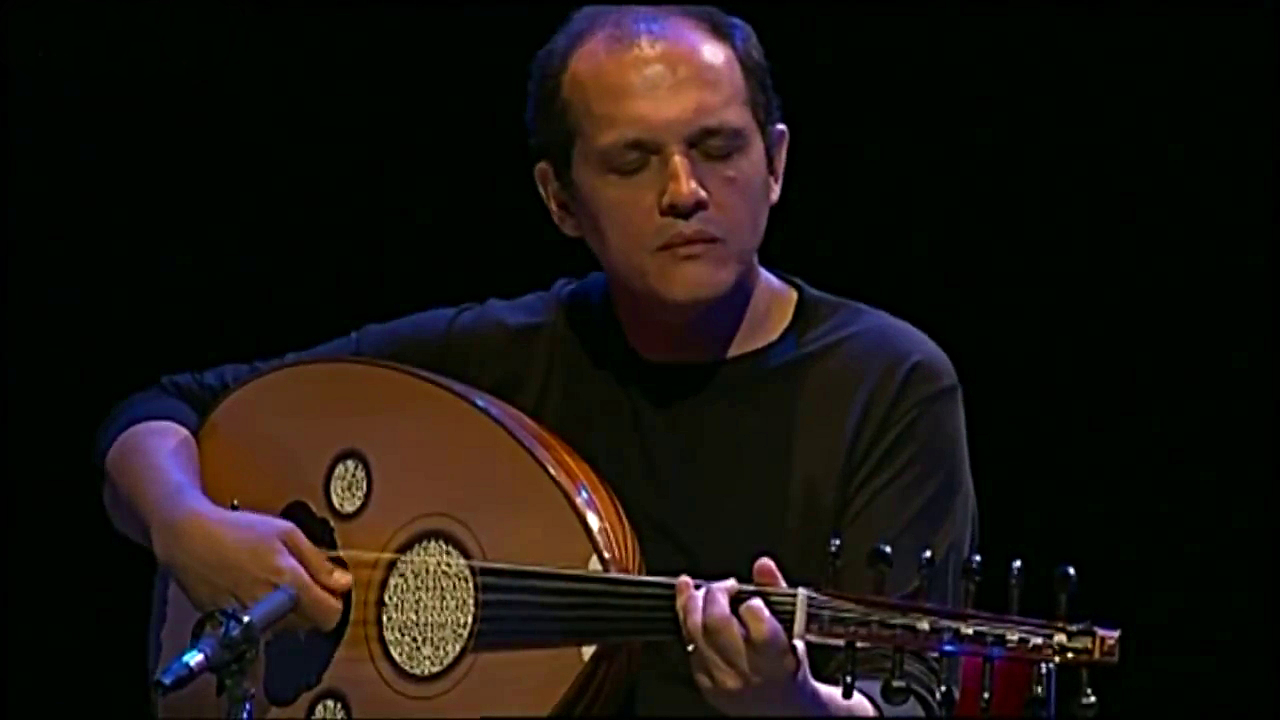
Brahem jouant du oud.

Outre ses propres albums, il écrit aussi des musiques de films, parmi lesquels Les Sabots en or et Bezness de Nouri Bouzid, Halfaouine, l'enfant des terrasses de Férid Boughedir, Les Silences du palais et La Saison des hommes de Moufida Tlatli, et de pièces de théâtre, telles que Vive Shakespeare (Laïchou Shakespeare) et Wanes Lekloub de Mohamed Driss, ou encore El Amal, Borj El Hammam et Bosten Jamalek du Théâtre Phou.
En 1995, il réunit une formation éclectique pour son quatrième album Khomsa, en reprenant certaines de ses compositions avec Richard Galliano (accordéon), Palle Danielsson (contrebasse), Jon Christensen (batterie) et François Couturier (claviers), Jean-Marc Larché (saxophone) et Béchir Selmi (violon).
Trois ans plus tard, en 1998, il retourne au trio avec l'album Thimar, en compagnie de John Surman (saxophone) et de Dave Holland (contrebasse), en s'ouvrant encore davantage aux diversités du jazz au travers de leurs univers très marqués.

### Années 2000
En septembre 2000 parait l'album Astrakan Café où il renoue avec ses racines orientales enrichies de ses collaborations précédentes, accompagné de Barbaros Erköse (clarinette) et de Lassâad Hosni (percussions).
Il ajoute une nouvelle dimension à ce qu'on lui connaît déjà avec un album atypique qui récolte encore un succès critique, Le Pas du chat noir, sorti en 2002 avec François Couturier (piano) et Jean-Louis Matinier (en) (accordéon) et qui est suivi d'une longue tournée en Europe, aux États-Unis et au Canada.
Trois ans plus tard, en 2005, il enregistre Le Voyage de Sahar autour d'une esthétique similaire et reprenant la même formation musicale qui lui vaut l'Edison Award (en) aux Pays-Bas.
En 2006, juste après le conflit israélo-libanais, Anouar Brahem passe derrière la caméra et réalise son premier film documentaire baptisé Mots d'après la guerre. Le film se situe au Liban et s'articule comme un récit autour d'entretiens recueillis auprès d'artistes et intellectuels libanais au lendemain du cessez-le-feu intervenu après la guerre de l'été 2006 entre Israël et le Hezbollah.
En 2009 sort The Astounding Eyes of Rita avec Klaus Gesing (clarinette basse), Khaled Yassine (en) (percussions) et Björn Meyer (basse), un album qui sort de l'esthétique des deux précédents reliant jazz nordique aux traditions méditatives orientales, et qui est dédié à l'écrivain palestinien Mahmoud Darwich mort en 2008.

### Années 2010
Il faut attendre cinq ans avant que ne sorte en 2014 l'album Souvenance, composé à la suite de la révolution tunisienne, où l'on trouve une musique à la fois méditative et narrative. Il enregistre à Lugano en Suisse avec l'orchestre de la Suisse italienne, François Couturier (piano), Björn Meyer (basse) et Klaus Gesing (clarinette basse).
Trois ans plus tard, en 2017, Anouar Brahem compose son nouvel album, Blue Maqams, animé par sa passion du jazz. Il enregistre à New York avec Dave Holland (contrebasse), Jack DeJohnette (batterie) et Django Bates (en) (piano).

## Prix et distinctions
- 1985 : Prix national de la musique (Tunisie) ;
- 1998 : Prix de la critique allemande du disque (de) (Preis der deutschen Schallplattenkritik) pour Thimar (Allemagne) ;
- 2006 : Edison Award (en) pour Le Voyage de Sahar (Pays-Bas) ;
- 2009 : Chevalier de l'Ordre des Arts et des Lettres
- 2010 : Meilleur instrumentiste international de l'année - autre instrument pour The Astounding Eyes of Rita (Echo Jazz (en), Allemagne) ;
- 2018 : Meilleur disque international - Monde pour Blue Maqams (Klara's Classical Music Awards, Belgique)[4].

## Œuvres

### Discographie
Brahem est essentiellement publié par le label munichois Edition of Contemporary Music (ECM).
- 1991 : Barzakh (ECM 1432) Anouar Brahem (oud), Béchir Selmi (violon), Lassâad Hosni (percussions)
- 1992 : Conte de l'Incroyable Amour (ECM 1457) Anouar Brahem (oud), Barbaros Erköse (clarinette), Kudsi Erguner (nay), Lassâad Hosni (bendir et darbouka)
- 1994 : Madar (ECM 1515) Jan Garbarek (saxophone), Anouar Brahem (oud), Shaukat Hussain (en) (tablas)
- 1995 : Khomsa (ECM 1561) Anouar Brahem (oud), Richard Galliano (accordéon), François Couturier (piano et synthétiseur), Jean-Marc Larché (saxophone soprano), Béchir Selmi (violon), Palle Danielsson (contrebasse), Jon Christensen (batterie)
- 1998 : Thimar (ECM 1641) Anouar Brahem (oud), John Surman (clarinette basse et saxophone soprano), Dave Holland (contrebasse)
- 2000 : Astrakan Café (ECM 1718) Anouar Brahem (oud), Barbaros Erköse (clarinette), Lassâad Hosni (bendir et darbouka)
- 2002 : Le Pas du chat noir (ECM 1792) Anouar Brahem (oud), François Couturier (piano), Jean-Louis Matinier (en) (accordéon)
- 2002 : Charmediterranéen (ECM 1828) Orchestre national de jazz dirigé par Paolo Damiani (en), Anouar Brahem et Gianluigi Trovesi
- 2006 : Le Voyage de Sahar (ECM 1915) Anouar Brahem (oud), François Couturier (piano), Jean-Louis Matinier (en) (accordéon)
- 2009 : The Astounding Eyes of Rita (ECM 2075) Anouar Brahem (oud), Klaus Gesing (clarinette basse), Björn Meyer (guitare basse), Khaled Yassine (en) (percussions)
- 2014 : Souvenance (ECM 2423/2424) Anouar Brahem (oud), François Couturier (piano), Klaus Gesing (clarinette basse), Björn Meyer (basse), Orchestre de la Suisse italienne dirigé par Pietro Mianiti (it)
- 2017 : Blue Maqams[5] (ECM 2580) Anouar Brahem (oud), Dave Holland (contrebasse), Jack DeJohnette (batterie), Django Bates (en) (piano)
- 2025 : After the Last Sky[6],[7] (ECM 2838) Anouar Brahem (oud), Anja Lechner (violoncelle), Django Bates (en) (piano), Dave Holland (contrebasse)

Vague, disponible uniquement en France et en Belgique, est une sélection des plus belles mélodies d'Anouar Brahem sortie en 2003.

### Musiques de films
- 1989 : Les Sabots en or (Safa'ih min dhahab) de Nouri Bouzid
- 1990 : Halfaouine, l'enfant des terrasses (Asfour stah) de Férid Boughedir
- 1992 : Bezness de Nouri Bouzid
- 1994 : Les Silences du palais (Samt el qusur) de Moufida Tlatli
- 1997 : Mektup d'Ali Özgentürk (en)
- 2000 : La Saison des hommes de Moufida Tlatli
- 2003 : Der gläserne Blick de Markus Heltschl
- 2010 : Ce n'est qu'un début (Astrakan Café) de Jean-Pierre Pozzi et Pierre Barougier

### Filmographie
- Mots d'après la guerre (2007) sélectionné au Festival international du film de Locarno 2007